# Władysław Krynicki
Władysław Paweł Krynicki (ur. 8 czerwca 1861 we Włocławku, zm. 7 grudnia 1928 tamże) – polski biskup rzymskokatolicki, biskup pomocniczy włocławski w latach 1918–1927 (do 1925 kujawsko-kaliski), biskup diecezjalny włocławski w latach 1927–1928.

## Życiorys
Ukończył studia w Akademii Duchownej w Petersburgu i tamże w 1885 otrzymał święcenia kapłańskie. Był proboszczem w Kruszynie, Brzeźnie i Rzgowie. Pełnił funkcję profesora i wicerektora Seminarium Duchownego we Włocławku. Od 1910 był kanonikiem włocławskim, a w 1914 objął funkcję rektora włocławskiego seminarium.
29 lipca 1918 został prekonizowany biskupem pomocniczym diecezji kujawsko-kaliskiej i biskupem tytularnym Acathus. Sakrę biskupią przyjął 10 listopada 1918. Do 1925, jako wikariusz generalny, rezydował w Częstochowie oraz w Kaliszu, skąd zarządzał południową częścią diecezji. W 1927 został wikariuszem kapitulnym. Od 1920 był wizytatorem klasztorów w całej Polsce. 21 listopada 1927 został mianowany biskupem włocławskim. Ingres do katedry we Włocławku nastąpił 22 kwietnia 1928.
Liczne artykuły zamieszczał w Podręcznej Encyklopedii Kościelnej i Encyklopedii Kościelnej Michała Nowodworskiego. Był autorem publikacji o tematyce teologicznej.

## Wybrane publikacje
Dzieje Kościoła powszechnego, Włocławek 1908 (IV wyd.: 1930).
Wymowa święta, Warszawa 1906.
Krótkie nauki homiletyczne na niedziele i uroczystości całego roku według „Postylli Katolickiej Większej” ks. Jakuba Wujka, Włocławek 1912.